# Bernard van Merlen

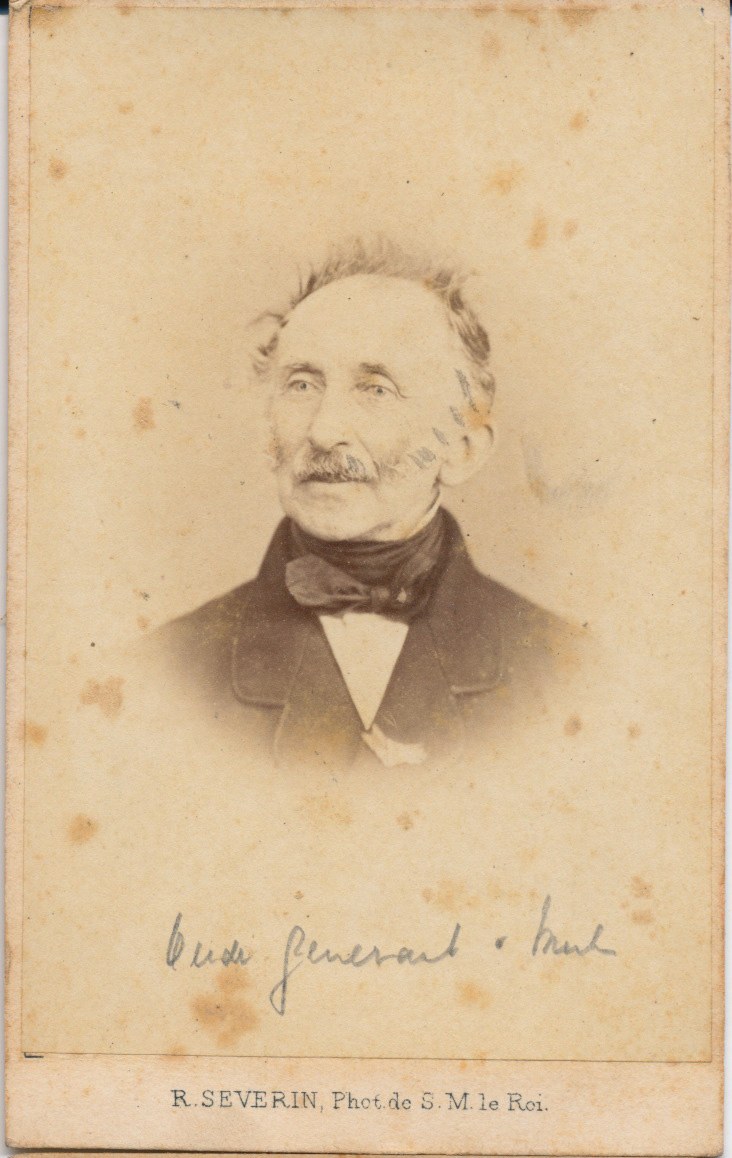
Van Merlen

Bernard van Merlen (Groningen, 25 april 1800 – Haarlem, 19 december 1890) was een Nederlands generaal-majoor en publicist.

## Biografie
Van Merlen was een lid van de familie Van Merlen en een zoon van de in de slag bij Waterloo gesneuvelde generaal-majoor Jean Baptiste van Merlen (1773-1815) en Reina Gesina Star Lichtenvoort (1768-1841). Hij trouwde in 1827 met Gerrigje Adriana van Everdingen (1809-1887) met wie hij zes kinderen kreeg. Van Merlen werd bij koninklijk besluit van 12 juni 1836 verheven in de Nederlandse adel.
Op 1 december 1814 trad hij als cadet in legerdienst en maakte onderdeel uit van een regiment dragonders in de slag bij Waterloo waarbij zijn vader sneuvelde. In 1819 werd hij bevorderd tot 2e luitenant. Tijdens de Belgische opstand stond hij te Brussel aan het hoofd van een eskadron; die deelneming leverde hem de onderscheiding van ridder in de Militaire Willems-Orde op. Van 1836 tot 1842 was hij, inmiddels ritmeester, docent aan de Koninklijke Militaire Academie. Na verschillende bevorderingen werd hij in 1855 als generaal-majoor commandant van de 1e brigade cavalerie en zodanig in 1857 gepensioneerd.
Van Merlen scheen een zeer goed cavalerist en publiceerde daarover ook verschillende werken.